# Nikaia
Nikaia (ógörögül: Νίκαια vagy latinul: Nicaea) kisázsiai város az Izniki-tó keleti partján, mai neve İznik (Törökország). 

## Története
I. Antigonosz alapította Antigoneia néven, majd i. e. 301 körül Lüszimakhosz a felesége után a Nikaia nevet adta neki.
Kiejtése
- klasszikus korban: niː́ka͜ɪa
- a koiné és a latin nyelv korában: nˈiːcɛːa
- bizánci korban: nˈicea

A város az első egyetemes zsinat helyszíne volt 325-ben. Ennek a zsinatnak, amit Nagy Konstantin császár hívott össze I. Szilveszter pápa idején és amelyen mintegy 300, csaknem kizárólag keleti püspök vett részt – fő témája az arianizmus volt. A zsinat megfogalmazta a nikaiai hitvallást, és benne ünnepélyesen kifejezte a Fiú istenségét és az Atyával való egylényegűségét („homousziosz”). – Az I. Adorján pápa idején 787. szeptember 24-étől október 23-áig megtartott második nikaiai zsinat (a 7. egyetemes zsinat) a „képek tiszteletét” mondta ki a keleti egyház első képrombolási vitájában (725-787).
A várost 1080-ban a szeldzsukok foglalták el, majd 1097-ben az első keresztes hadjáratban a keresztes lovagok, akik visszaadták a Bizánci Birodalomnak. 1204-ben, miután a keresztesek a negyedik keresztes hadjáratban elfoglalták Konstantinápolyt, Theodor Laszkarisz Nikaiába vonult száműzetésbe és megalapította a Nikaiai Császárságot, amely a bizánci hagyományt folytatta. Itt született leánya, Laszkarisz Mária magyar királyné, IV. Béla felesége. 1261-ben, amikor a görögök visszafoglalták Konstantinápolyt, Nikaia elvesztette a fővárosi rangot. 1331-ben a város az Oszmán Birodalom része lett.